# Lara Baumann
Lara Baumann (9 novembre 2001) è una sciatrice alpina svizzera.

## Biografia
Gigantista pura attiva dal novembre del 2017, la Baumann ha esordito in Coppa Europa il 14 dicembre 2019 ad Andalo (32ª); non ha debuttato in Coppa del Mondo e non ha preso parte a rassegne olimpiche o iridate.

## Palmarès

### Coppa Europa
- Miglior piazzamento in classifica generale: 138ª nel 2024

### Campionati svizzeri
- 1 medaglia:
  - 1 bronzo (slalom gigante nel 2023)